# Canton de Saint-Quentin-3
Le canton de Saint-Quentin-3 est une circonscription électorale française du département de l'Aisne, créée par le décret du 21 février 2014 et entrant en vigueur lors des élections départementales de 2015.

## Histoire
Un nouveau découpage territorial de l'Aisne entre en vigueur en mars 2015, défini par le décret du 21 février 2014, en application des lois du 17 mai 2013 (loi organique 2013-402 et loi 2013-403). Les conseillers départementaux sont, à compter de ces élections, élus au scrutin majoritaire binominal mixte. Les électeurs de chaque canton élisent au Conseil départemental, nouvelle appellation du Conseil général, deux membres de sexe différent, qui se présentent en binôme de candidats. Les conseillers départementaux sont élus pour 6 ans au scrutin binominal majoritaire à deux tours, l'accès au second tour nécessitant 12,5 % des inscrits au premier tour. En outre la totalité des conseillers départementaux est renouvelée. Ce nouveau mode de scrutin nécessite un redécoupage des cantons dont le nombre est divisé par deux avec arrondi à l'unité impaire supérieure. 
Dans l'Aisne, le nombre de cantons passe ainsi de 42 à 21. Le canton de Saint-Quentin-3 fait partie des huit nouveaux cantons du département, les treize autres cantons portant la dénomination d'un ancien canton, mais avec des limites territoriales différentes.
Le nouveau canton reprend l'ensemble des limites du canton de Saint-Quentin-Sud avec la fraction cantonale non modifiée de la ville de Saint-Quentin. Les communes de Castres, de Contescourt et de Grugies sont adjointes à ce dernier à la suite de la suppression du canton de Saint-Simon. Le bureau centralisateur est fixé à Saint-Quentin.

## Représentation
| Période élective | Période élective | Mandat | Mandat   | Identité          | Nuance | Nuance | Qualité                                                                               |
| ---------------- | ---------------- | ------ | -------- | ----------------- | ------ | ------ | ------------------------------------------------------------------------------------- |
| 2015             | 2021             | 2015   | 2021     | Jocelyne Dogna    |        | LR     | Adjointe au Maire de Gauchy                                                           |
| 2015             | 2021             | 2015   | 2021     | Freddy Grzeziczak |        | DVD    | Adjoint au Maire de Saint-Quentin                                                     |
| 2021             | 2028             | 2021   | en cours | Jocelyne Dogna    |        | LR     | Adjointe au maire de Gauchy                                                           |
| 2021             | 2028             | 2021   | en cours | Freddy Grzeziczak |        | DVD    | Adjoint au maire de Saint-Quentin 4ème Vice-Président (Habitat et stratégie logement) |

### Résultats détaillés

#### Élections de mars 2015
À l'issue du premier tour des élections départementales de 2015, deux binômes sont en ballottage : Florian Demarcq et Edwige Gautier (FN, 39,01 %) et Jocelyne Dogna et Freddy Grzeziczak (Union de la Droite, 29,09 %). Le taux de participation est de 50,84 % (9 554 votants sur 18 792 inscrits) contre 53,32 % au niveau départemental et 50,17 % au niveau national.
Au second tour, Jocelyne Dogna et Freddy Grzeziczak (Union de la Droite) sont élus Conseillers départementaux de l'Aisne avec 54,29 % des suffrages exprimés et un taux de participation de 52,12 % (4 699 voix pour 9 795 votants et 18 792 inscrits).

#### Élections de juin 2021
Le premier tour des élections départementales de 2021 est marqué par un très faible taux de participation (33,26 % au niveau national). Dans le canton de Saint-Quentin-3, ce taux de participation est de 31,54 % (5 913 votants sur 18 745 inscrits) contre 34,94 % au niveau départemental. À l'issue de ce premier tour, deux binômes sont en ballottage : Jocelyne Dogna et Freddy Grzeziczak (DVD, 50,94 %) et Ghislaine Duchaussoy et Romain Dumand (RN, 27 %).
Le second tour des élections est marqué une nouvelle fois par une abstention massive équivalente au premier tour. Les taux de participation sont de 34,3 % au niveau national, 34,65 % dans le département et 33,3 % dans le canton de Saint-Quentin-3. Jocelyne Dogna et Freddy Grzeziczak (DVD) sont élus avec 69,44 % des suffrages exprimés (3 991 voix pour 6 244 votants et 18 748 inscrits),,.

## Composition
Le canton de Saint-Quentin-3 est composé de 8 communes entières et d'une fraction de la commune de Saint-Quentin.
| Nom                                   | Code Insee | Intercommunalité       | Superficie (km2) | Population (dernière pop. légale)                | Densité (hab./km2) | Modifier                                    |
| ------------------------------------- | ---------- | ---------------------- | ---------------- | ------------------------------------------------ | ------------------ | ------------------------------------------- |
| Saint-Quentin (bureau centralisateur) | 02691      | CA du Saint-Quentinois | 22,56            | Fraction : 16 110 (2022) Commune : 52 995 (2022) | 2 349              | modifier les données · modifier les données |
| Castres                               | 02142      | CA du Saint-Quentinois | 5,71             | 247 (2022)                                       | 43                 | modifier les données · modifier les données |
| Contescourt                           | 02214      | CA du Saint-Quentinois | 3,42             | 61 (2022)                                        | 18                 | modifier les données · modifier les données |
| Gauchy                                | 02340      | CA du Saint-Quentinois | 6,24             | 5 197 (2022)                                     | 833                | modifier les données · modifier les données |
| Grugies                               | 02359      | CA du Saint-Quentinois | 5,08             | 1 248 (2022)                                     | 246                | modifier les données · modifier les données |
| Harly                                 | 02371      | CA du Saint-Quentinois | 3,76             | 1 563 (2022)                                     | 416                | modifier les données · modifier les données |
| Homblières                            | 02383      | CA du Saint-Quentinois | 14,29            | 1 425 (2022)                                     | 100                | modifier les données · modifier les données |
| Mesnil-Saint-Laurent                  | 02481      | CA du Saint-Quentinois | 5,45             | 450 (2022)                                       | 83                 | modifier les données · modifier les données |
| Neuville-Saint-Amand                  | 02549      | CA du Saint-Quentinois | 8,26             | 857 (2022)                                       | 104                | modifier les données · modifier les données |
| Canton de Saint-Quentin-3             | 0215       |                        | 62,09            | 27 158 (2022)                                    | 437                | modifier les données                        |

Le canton comprend en outre la partie de la commune de Saint-Quentin située au sud d'une ligne définie par l'axe des voies et limites suivantes : depuis la limite territoriale de la commune de Dallon, route départementale 68, rue du Docteur-Cordier, allée des Acacias, avenue Madame-François-Hugues, rue du Docteur-Cordier, rue de la Chaussée-Romaine (toutes voies exclues), rue de Paris, rue du Vieux-Port, (toutes deux incluses), rue Delavenne, canal de Saint-Quentin, jusqu'à l'avenue Eric-Jaulmes, avenue Eric-Jaulmes, jusqu'à la limite territoriale de la commune de Rouvroy..

## Démographie
En 2022, le canton comptait 27 158 habitants, en évolution de −2,13 % par rapport à 2016 (Aisne : −1,97 %, France hors Mayotte : +2,11 %).
| 2013   | 2018   | 2022   |
| ------ | ------ | ------ |
| 27 938 | 27 504 | 27 158 |